# Indagrypon raoi
Indagrypon raoi är en stekelart som beskrevs av Nikam 1982. Indagrypon raoi ingår i släktet Indagrypon och familjen brokparasitsteklar. Inga underarter finns listade i Catalogue of Life.